# Ray Mabus

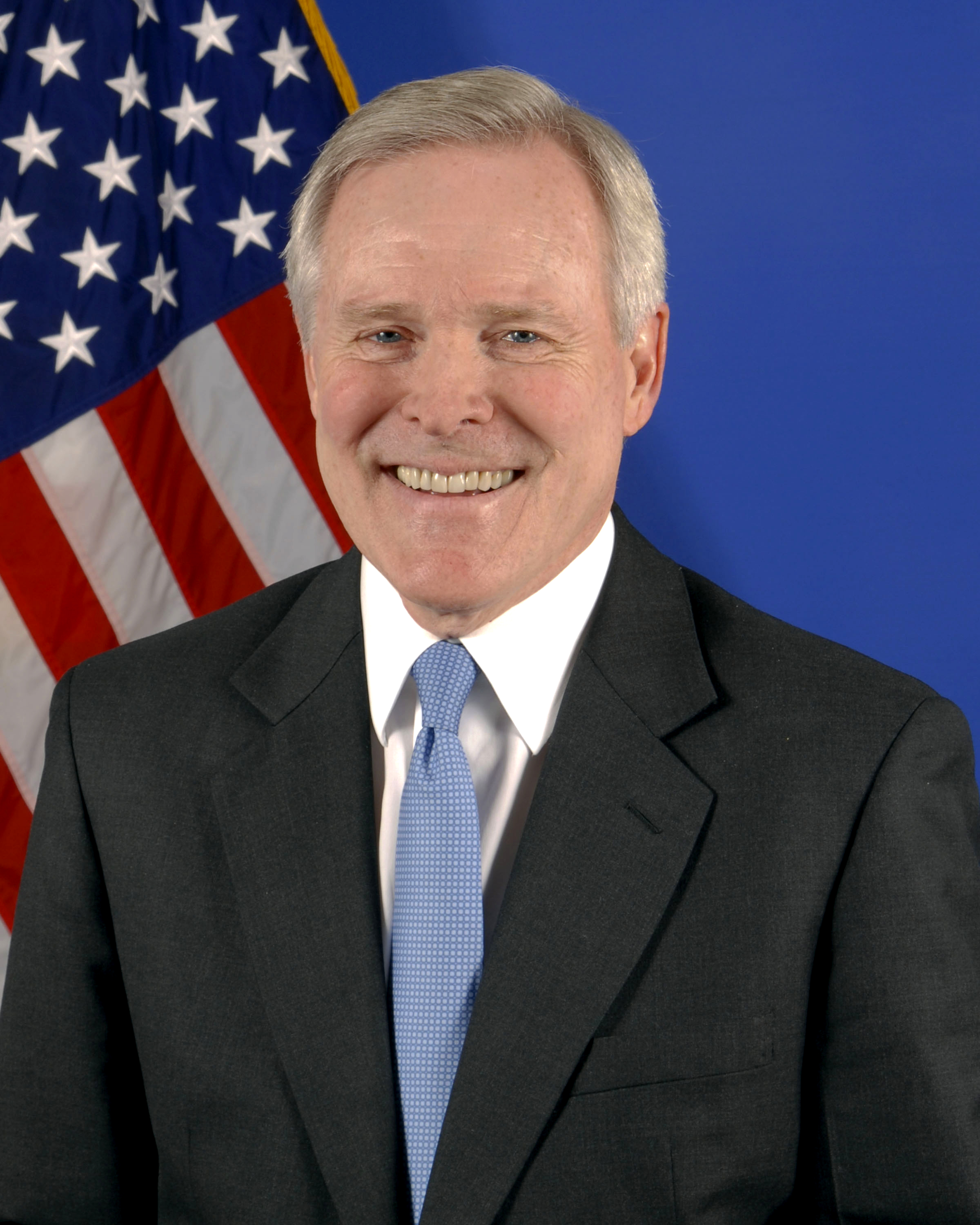
Ray Mabus (2009)

Raymond Edwin „Ray“ Mabus (* 11. Oktober 1948 in Starkville, Oktibbeha County, Mississippi) ist ein US-amerikanischer Politiker der Demokratischen Partei. Er war vom 19. Mai 2009 bis zum 20. Januar 2017 Marinestaatssekretär (Secretary of the Navy) der Vereinigten Staaten sowie von 1988 bis 1992 Gouverneur von Mississippi.

## Leben
Mabus wurde 1948 im Oktibbeha County in Mississippi geboren. Er besitzt drei Abschlüsse: einen Bachelor of Arts der University of Mississippi (summa cum laude, 1969), einen Master in Politikwissenschaft der Johns Hopkins University (1970) und ein Law degree der Harvard University (magna cum laude, 1976). Von 1971 bis 1972 diente er in der United States Navy und fuhr auf dem Kreuzer USS Little Rock.
1983 wurde er zum State Auditor Mississippis gewählt, ein Amt, das er bis 1987 hielt, als er zur Gouverneurswahl antrat und den Republikaner Jack Reed schlug. 1988 wurde er als Gouverneur vereidigt. In seiner Amtszeit startete er das Bildungsprogramm Better Education for Success Tomorrow, wofür er 1990 von Fortune als Top-Ten-Gouverneur für Bildungspolitik ausgezeichnet wurde. Seine Wiederwahl verpasste Mabus knapp, als er gegen Kirk Fordice verlor, der ihn 1992 als Gouverneur ablöste.
1994 entsandte US-Präsident Bill Clinton Mabus für zwei Jahre als Botschafter nach Saudi-Arabien; sein Nachfolger in Riad wurde Wyche Fowler.
Am 19. Mai 2009 wurde Mabus als Secretary of the Navy unter Präsident Barack Obama vereidigt, nachdem er vom Kongress einstimmig bestätigt worden war.